# ネットワーク型データモデル
ネットワーク型データモデル（ネットワークがたデータモデル）は、データベースモデルの一種であり、オブジェクト群とそれらの関係を表す柔軟な手法である。発明者はチャールズ・バックマン。1969年にCODASYLによって標準規格とされた。

## 概要
階層型データモデルではデータを木構造で構成し、あるレコードには1つの親レコードと複数の子レコードが関連している。一方、ネットワーク型データモデルでは各レコードは任意の個数の親レコードと子レコードを持つことができ、ラティス構造を形成する。
ネットワーク型データモデルの主要な利点は、階層型データモデルに比較して、各実体の関係をより自然に表現できる点であった。このモデルは広く実装され使用されたが、2つの理由により支配的手法とはならなかった。第一にIBMが IMS や DL/I といった既存の製品で階層型データモデルに固執したことが挙げられる。第二に関係モデルの台頭がある。関係モデルは、より高いレベルの宣言的インターフェイスを備えていた。1980年代初期まで階層型やネットワーク型のデータモデルを使用したナビゲーショナルデータベースは性能的に有利であったため、大規模アプリケーションで使われ続けたが、ハードウェア性能の向上により、関係モデルの高度な生産性と柔軟性のためネットワーク型データモデルは企業での利用も減っていった。
ネットワーク型データモデルのナビゲーショナルなインターフェイスはインターネットや World Wide Web で一般化したハイパーリンクベースのモデルに若干似ている。しかし、ネットワーク型データモデルはデータベース全体が集中管理されていることを前提としており、分散・異機種混在環境は想定していない。

## 歴史
1969年、Conference on Data Systems Languages (CODASYL) はネットワーク型データベースモデルの最初の規格を策定した。第二版は 1971年に登場し、多くの実装の基盤として使用されることとなった。その後も1980年代初期まで同様の流れが続き、最終的に国際標準化機構(ISO) が規格策定したが、これは製品にはほとんど採用されなかった。